# Elecciones legislativas de Costa Rica de 1930
Las elecciones legislativas de medio período de 1930 de Costa Rica se realizaron el 9 de febrero de 1930 durante la presidencia de don Cleto González Víquez del Partido Unión Nacional. Como era usual en la época, el oficialismo resultó vencedor por amplio margen. Participaron más de 20 partidos, la mayoría de ellos con resultados testimoniales.

## Resultados
| Partido                           | Votos  | %    | Escaños |
| --------------------------------- | ------ | ---- | ------- |
| Unión Nacional                    | 10,559 | 32.5 | 9       |
| Republicano-Constitucional        | 3,481  | 10.7 | 4       |
| Unión Provincial Esquivelista     | 2,152  | 6.6  | 1       |
| Unión Provincial de Heredia       | 2,127  | 6.6  | 1       |
| Unión Nacional Provincial         | 1,962  | 6.1  | 2       |
| Republicano                       | 1,588  | 4.9  |         |
| Constitucional                    | 1,340  | 4.1  | 2       |
| Independiente                     | 1,333  | 4.1  | 1       |
| Independiente de Heredia          | 1,116  | 3.4  |         |
| Jimenista Republicano             | 1,085  | 3.3  | 1       |
| Reformista                        | 1,004  | 3.1  |         |
| Renovación Nacional               | 885    | 2.7  |         |
| Agrupación Puntareneña            | 810    | 2.5  |         |
| Alianza de obreros y campesinos   | 744    | 2.3  |         |
| Antirreeleccionista de Oposición  | 344    | 1.1  |         |
| Unión National Reformista         | 317    | 1.0  |         |
| Unión provincial                  | 288    | 1.0  |         |
| Defensa limonense                 | 256    | 0.8  |         |
| Pro-Limón                         | 145    | 0.5  |         |
| Antirreeleccionista de Guanacaste | 125    | 0.4  |         |
| Provincial josefino               | 105    | 0.3  |         |
| Antirreeleccionista Guanacaste    | 26     | 0.1  |         |